# Adamastor
Adamastor — невеликий незахищений крейсер Португальського флоту, який був спущений на воду в 1896 році й залишався активним до виведення з експлуатації в 1933 році. Це єдиний корабель свого типу. Судно відіграло важливу роль у революції 5 жовтня 1910 року в Португальському королівстві, де спостерігалося падіння монархії, а пізніше брало участь у бойових діях у Португальській Африці під час Першої світової війни.

## Історія служби
Під час Першої світової війни Португалія брала участь у боротьбі з військами Пауля фон Леттов-Форбек під час кампанії на сході Африки. У 1917 році німецькі війська увійшли до Португальського Мозамбіку. Попри те, що вони розгромили португальські та британські сухопутні війська, Adamastor та інший крейсер були відправлені до важливого порту Келімане, і німці вирішили не нападати на місто.